# Distylium tsiangii
Distylium tsiangii là một loài thực vật có hoa trong họ Hamamelidaceae. Loài này được Chun ex Walker miêu tả khoa học đầu tiên năm 1944.